# Мерваль
Мерва́ль (фр. Merval) — коммуна во Франции, находится в регионе Пикардия. Департамент коммуны — Эна. Входит в состав кантона Фер-ан-Тарденуа. Округ коммуны — Суасон.
Код INSEE коммуны — 02479.

## Население
Население коммуны на 2010 год составляло 88 человек.
| 1962 | 1968 | 1975 | 1982 | 1990 | 1999 | 2010 |
| ---- | ---- | ---- | ---- | ---- | ---- | ---- |
| 84   | 65   | 55   | 73   | 71   | 69   | 88   |

## Экономика
В 2010 году среди 51 человека трудоспособного возраста (15—64 лет) 41 были экономически активными, 10 — неактивными (показатель активности — 80,4 %, в 1999 году было 72,3 %). Из 41 активных жителей работали 32 человека (15 мужчин и 17 женщин), безработных было 9 (4 мужчины и 5 женщин). Среди 10 неактивных 0 человек были учениками или студентами, 5 — пенсионерами, 5 были неактивными по другим причинам.